# صلاح رشوان
صلاح رشوان (ولد 31 ديسمبر 1950 - توفي 20 فبراير 2017) ممثل مصري، عمل في المسرح والتلفزيون وحاصل على بكالوريوس المعهد العالي للفنون المسرحية.

## أدواره
من علاماته في التمثيل دوره الكبير في مسلسل (المال والبنون) عندما أدى دور شخصية رجل بسيط باسم «عباده العقاد» الذي يحاول تربية أولاده بعيداً عن المال الحرام.
ومن أبرز أدواره الأُخرى شخصية «رفقي عزيز» في مسلسل الدالي الذي قام ببطولته مع الفنان نور الشريف
وفيه يقوم بدور رجل مسيحي مساعد والصديق الوفي لسعد الدالي.
بالإضافة إلى دور والد أحمد في فيلم الحكاية دول حكاية للفنان راغب علامة عام 1999.

## أعماله

### أفلام
| - الشرف:2000- فتحي - الحكاية دول حكاية:1999- والد أحمد - قلب الليل:1989- سعد الدين - المحامى الاشتراكي - الرجل الصعيدي:1987- حسن العراقي - عندما يبكى الرجال:1984- كمال صابر الجندي - الطاووس:1982- نبيل | - أهل القمة:1981 - وتمضي الأحزان:1979 - وثالثهم الشيطان:1978 - الصعود إلى الهاوية:1978 |

## مسلسلات
| - شطرنج: (ج1، 2) 2015- عامر الديب - الدجال:2014 - كيكا على العالي:2014 - ميراث الريح:2013 - ربيع الغضب:2013 - البحر والعطشانة:2012 - طيري يا طيارة:2012 - الخواجة عبد القادر:2012 - يوسف عبد الظاهر - لحظة ميلاد:2011- أخو ميرفت - الهاربة: (ج2) 2011 - الجماعة:2010 - أنا قلبي دليلي:2009 - دموع في نهر الحب:2009 - مشاعر في البورصة:2009 - ابن الأرندلي:2009- نبيل راجح - أغلى الناس:2008 - عزيز على القلب:2008 - العائد:2008 - جريمة على الساحل الشمالي:2008 - ليل الثعالب:2008- الدكتور كمال - مسك الليل:2008 - بنات في الثلاثين:2008 - عسكر وحرامية:2007 - جامعة بابا:2007 - الدالي: (ج1، 2، 3) 2007، 2008، 2011- رفقي عزيز - امرأة فوق العادة:2007 - حكايات المدندش:2007 - على باب مصر:2006- مجاهد الدين أيبك الدويدار | - عايش في الغيبوبة:2006 - الحب بعد المداولة:2006 - لا أحد ينام في الأسكندرية:2006 - نور الصباح:2006 - قلب الدنيا:2006 - عفريت القرش:2006 - حارة الزعفراني:2006 - أحلام لا تنام:2006 - الظاهر بيبرس:2005 - سوق الزلط:2005 - ينابيع العشق:2005 - أحلام عادية:2005- ماجد بيه - الشارد:2005 - ورد النيل:2005 - على نار هادئة:2005- حسن - سلالة عابد المنشاوي:2005 - عيش أيامك:2004 - الإمام النسائي:2004 - إمرأة من نار:2004- منصور الراوي - وهج الصيف:2004 - ملاعيب شيحا:2004- لويس التاسع - ثورة الحريم:2003 - فارس الرومانسية:2003 - أنوار الحكمة:2003 - تعالى نحلم ببكره:2003 - خان القناديل:2003 - فارس العرب سيف الدين الحمداني:2002 - أين قلبي:2002- ضيف الحلقات | - قاسم أمين:2002 - سيف اليقين:2002 - الرقص على سلالم متحركة:2001 - الأماني المرة (استغفر الله):2001 - البيضاء:2001 - ملكة من الجنوب:2001 - يعود الماضي:2000 - الفرار من الحب:2000 - الليث بن سعد:1999 - أم كلثوم:1999- د. أحمد صبري النجريدي - سامحوني ماكنش قصدي:1999 - حضرة المحترم:1999- بهجت نور - موال الحب والغضب:1999 - الشهاب:1999 - مذكرات ضرة:1999 - أوراق مصرية: (ج1، 2، 3) 1998، 2002، 2004 - وتمضي الايام:1998 - طائر في العنق:1998 - بنات سعاد هانم:1998 - يوميات ونيس: (ج4) 1997 - حياة الجوهري:1996- حسين أبو طالب - وسادسهم الزمن:1996 - مرايا الحب:1995- بدري - أيام المنيرة:1994- فوزي بك - سور مجرى العيون:1993- كمال البرشومي - الوعد الحق:1993- ياسر بن عامر - لعبة الفنجري:1993 - حكاية شفيقة ومتولي:1993 | - المال والبنون: (ج1، 2) 1992، 1995- عبادة العقاد - القضاء في الإسلام: (ج3، 7) 1991، 1997 - مخلوق اسمه المراة:1990 - السبنسة:1990- محفوظ - الكهف والوهم والحب:1989 - فتى الأندلس:1989 - طارق من السماء:1989 - ألف ليلة وليلة(الأشكيف وست الملاح):1989-الأمير كروان -الأشكيف - ألف ليلة وليلة:1988 - الغابة:1988 - صعاليك ولكن شعراء:1988- خازم الفهمي - الزنكلوني:1987 - موسى بن نصير:1983 - أبواب المدينة: (ج2) 1983- ممدوح - محمد رسول الله: (ج3) 1982 - وتوالت الأحداث عاصفة:1982- الضابط مدحت - شعراء المعلقات:1982 - الأبرياء:1981 - الحلوة:1980 - في المرآة: - زمن عايش: - عمي العزيز: - وأشرق الإسلام بالحب: - الإسلام حضارة: - وتبقى الأرض دائما: - عطشان يا صبايا: - ضحكة كل يوم: - في مهب الريح: |

### أخرى
- خالتي صفية والدير:2010 - مسرحية
- الناس اللي في التالت:2001 - مسرحية
- عجايب صندوق الدنيا:1991 - فوازير- ضيف شرف
- البهلوان:1988 - مسرحية
- حلم ليلة صيف:1982 - مسرحية
- اليتيم: تمثيلية
- وغربت الشمس: مسلسل اذاعي

## وفاته
توفي في يوم 20 فبراير 2017 في أحد مستشفيات فرنسا بعد صراع طويل مع مرض السرطان عن عمر يناهز 67 عاما ودُفن في مقبرة عائلته في القاهرة.

## روابط خارجية
- صلاح رشوان على موقع الدهليز
- صلاح رشوان على موقع قاعدة بيانات الأفلام العربية